# Макарово (Хмельницкая область)
Макарово (укр. Макарове) — село в Деражнянском районе Хмельницкой области Украины.
Население по переписи 2001 года составляло 234 человека. Почтовый индекс — 32230. Телефонный код — 3856. Занимает площадь 1,11 км². Код КОАТУУ — 6821586402.

## Местный совет
32230, Хмельницкая обл., Деражнянский р-н, с. Майдан-Чернелевецкий